# Падение режима Асада

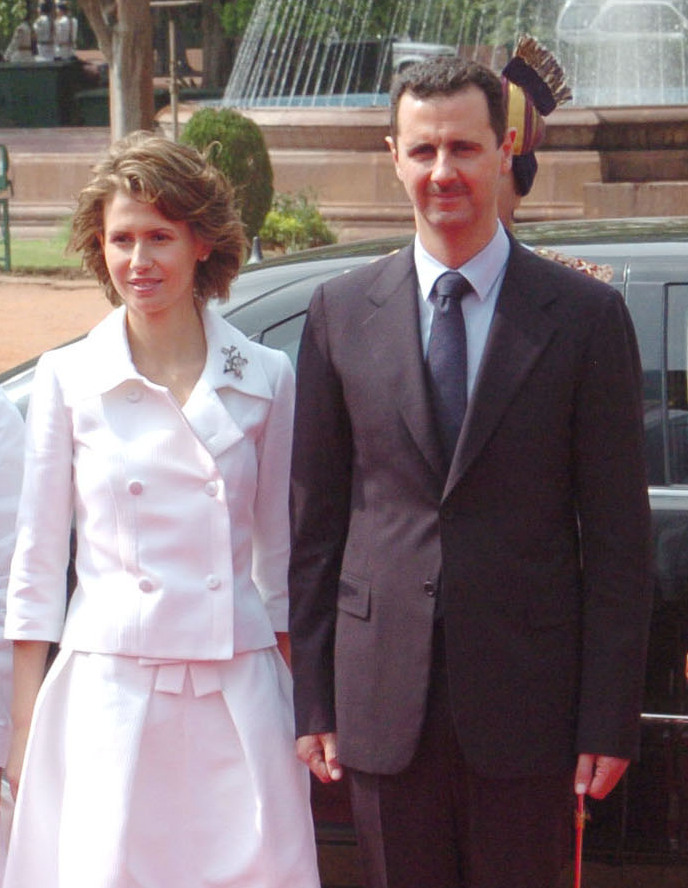
Президент Сирийской Арабской Республики Башар Асад (справа) и его жена Асма аль-Асад (в 2008 году)

Паде́ние режи́ма Баша́ра А́сада произошло 8 декабря 2024 года. Баасистский режим в Сирии начал разрушаться по ходу наступления сирийской оппозиции, которое началось 27 ноября. Кульминацией наступления стало падение столицы — Дамаска — и бегство Башара Асада из страны. Падению Дамаска предшествовало взятие боевиками нескольких городов в западной Сирии, в том числе городов Алеппо и Хамы. Основателем династии Асадов является отец Башара Асада Хафез аль-Асад, вступивший в должность президента в 1971 году. После падения режима проявилось такое явление, как деасадизация.

## Ход событий

Наступление сирийской оппозиции

7 декабря 2024 года силы оппозиции установили полный контроль над Хомсом после примерно 24 часов сосредоточенных боевых действий. Быстрый крах правительственной обороны привёл к поспешному выводу сил безопасности, которые во время отступления уничтожили конфиденциальную документацию. Захват предоставил повстанческим силам контроль над критически важной транспортной инфраструктурой, в частности, над развязкой шоссе, соединяющей Дамаск с алавитским прибрежным районом, где располагались как база поддержки Асада, так и российские военные объекты.
Союзные с Асадом силы «Хезболлы» покинули близлежащий Эль-Кусайр, эвакуировав около 150 единиц бронетехники и сотни боевиков. Считалось, что ослаблению позиций режима способствовало сокращение поддержки со стороны ключевых союзников, в том числе уменьшение участия России из-за ее сосредоточения на вторжении в Украину, а также одновременное участие «Хезболлы» в конфликте с Израилем.
Захват Хомса силами оппозиции вызвал массовые публичные празднования. Жители приняли участие в уличных демонстрациях, в то время как боевики оппозиции отпраздновали победу праздничной стрельбой.
7 декабря сирийские повстанцы объявили, что они начали окружать Дамаск после захвата близлежащих городов, при этом командир повстанцев Хасан Абдель Гани заявил, что «[оппозиционные] силы приступили к реализации заключительного этапа окружения столицы Дамаска». Повстанцы начали окружать столицу после захвата Эс-Санамайн, города в 20 километрах от южного въезда в Дамаск. К вечеру проправительственные силы покинули города на окраине Дамаска, в том числе Джараману, Катану, Муадамият аш-Шам, Дарайю, Аль-Кисву, Аль-Думайр, Дераа и объекты вблизи авиабазы Меззе.

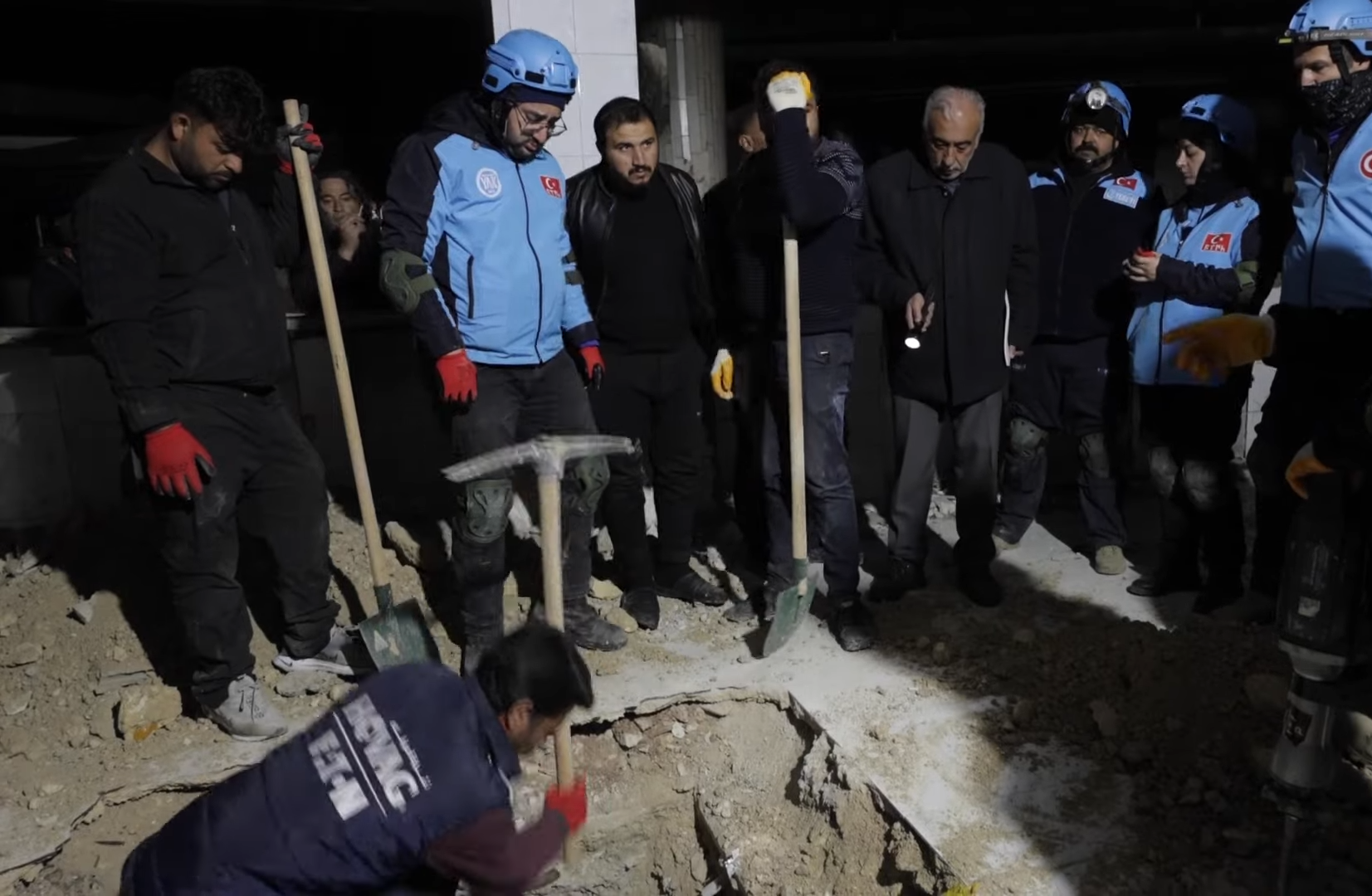
Турецкие спасатели добираются до подземных помещений тюрьмы Седная, 18 декабря 2024 года

8 декабря отряд «Хайят Тахрир аш-Шам» объявил в своём официальном аккаунте Twitter/X, что освободил заключённых из тюрьмы Седная, одного из крупнейших мест содержания под стражей в Сирии, расположенного на окраине Дамаска. Организация считала освобождение символической и стратегической победой своих сил перед лицом предыдущих нарушений прав человека и свидетельством падения несправедливости режима Асада.

### Потеря контроля над страной

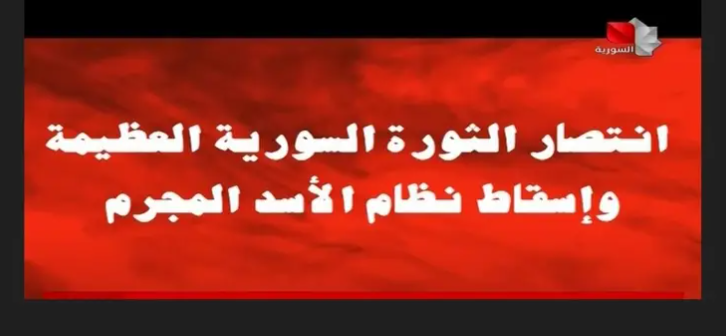
Изображение, передававшееся по сирийскому государственному телевидению 8 декабря 2024 года: «Победа великой сирийской революции и падение преступного режима аль-Асада!»

На главной площади Джараманы протестующие снесли статую Хафеза Асада. Вечером, как сообщается, проправительственные силы покинули несколько пригородов, где вспыхнули крупномасштабные протесты.
Сообщается, что высокопоставленные чиновники режима Асада в Дамаске вели переговоры с оппозиционными силами относительно потенциальных дезертирств. Эти события совпали с отрицанием иранскими властями сообщений о том, что Асад покинул страну, хотя источники указали, что его местонахождение в Дамаске остаётся неизвестным. После прихода оппозиционных сил президентская охрана Асада больше не размещалась в его обычной резиденции. По состоянию на вечер 7 декабря 2024 года повстанческие силы не обнаружили достоверных сведений о местонахождении Асада и пытались его найти.
Вторжение оппозиции в Дамаск произошло с минимальным сопротивлением из-за потери управления войсками в районах города и быстрого роспуска оборонительных позиций правительства, что привело к захвату нескольких районов. Сирийский наблюдательный центр по правам человека (SOHR) подтвердил, что силы оппозиции успешно захватили несколько важнейших объектов в Дамаске, в том числе здание Генеральной организации радио и телевидения государственных СМИ и международный аэропорт Дамаска. Их успехи также обеспечили контроль над основными транспортными артериями и стратегическими районами, особенно над важным районом Эль-Мезза.
По состоянию на 8 декабря 2024 года Латакия и Тартус оставались единственными центрами провинций под контролем правительства.

### Бегство Башара Асада
По информации Reuters, президент Башар Асад держал в тайне от своего окружения решение бежать из страны, а за несколько часов до этого провел совещание, на котором убеждал военное руководство (на встрече было около 30 чиновников), что поддержка со стороны России уже в пути.
По сообщениям двух высокопоставленных чиновников сирийской армии, на фоне быстро ухудшающихся условий безопасности в столице рано утром 8 декабря президент Асад вместе со своей семьёй прилетел  на российскую авиабазу Хмеймим в провинции Латакия, а оттуда в Москву, где Россия предоставила ему убежище. В то же время жители Сирии сообщили, что слышали крики «Аллаху Акбар» и наблюдали стрельбу в воздух по всему Дамаску. Позже высокопоставленные военные подтвердили отбытие Асада из международного аэропорта Дамаска, после чего размещённые на объекте правительственные войска были сняты со своих постов. Сирийский наблюдательный центр по правам человека независимо подтвердил вылет частного самолёта, который, предположительно, перевозил президента.

### Семья и родственники
Первая леди Асма аль-Асад переехала в Россию вместе с тремя детьми примерно за неделю до того, как силы оппозиции начали наступление на Дамаск. В параллельных сообщениях говорилось, что члены большой семьи Асада, включая родственников по линии его сестры, нашли убежище в Объединённых Арабских Эмиратах. Сообщается, что за несколько дней до наступления оппозиции официальные лица Египта и Иордании призывали Башара Асада покинуть страну и создать правительство в изгнании, хотя министерство иностранных дел Египта и посольство Иордании отрицали это.
После отъезда членов семьи Асада в сети были распространены видеоролики, на которых группы людей входят и исследуют пустую резиденцию Башара Асада в аль-Малики. Видео, снятые боевиками, которые проникли во дворец, свидетельствуют, что он покидал свой дом в спешке.
Башар Асад так же не сообщил, что собирается сбежать, своему младшему брату Махеру Асаду, командующему элитной 4-й бронетанковой дивизией. По словам собеседников Reuters, Махер Асад улетел на вертолете в Ирак, а оттуда в Россию. Двоюродные братья Асада Эхаб и Эйад также были в Дамаске, когда туда вошли боевики, и пытались бежать на машине в Ливан, но, по неподтвержденной информации, попали в засаду с перестрелкой, где один из них был убит.

### Действия России и Ирана

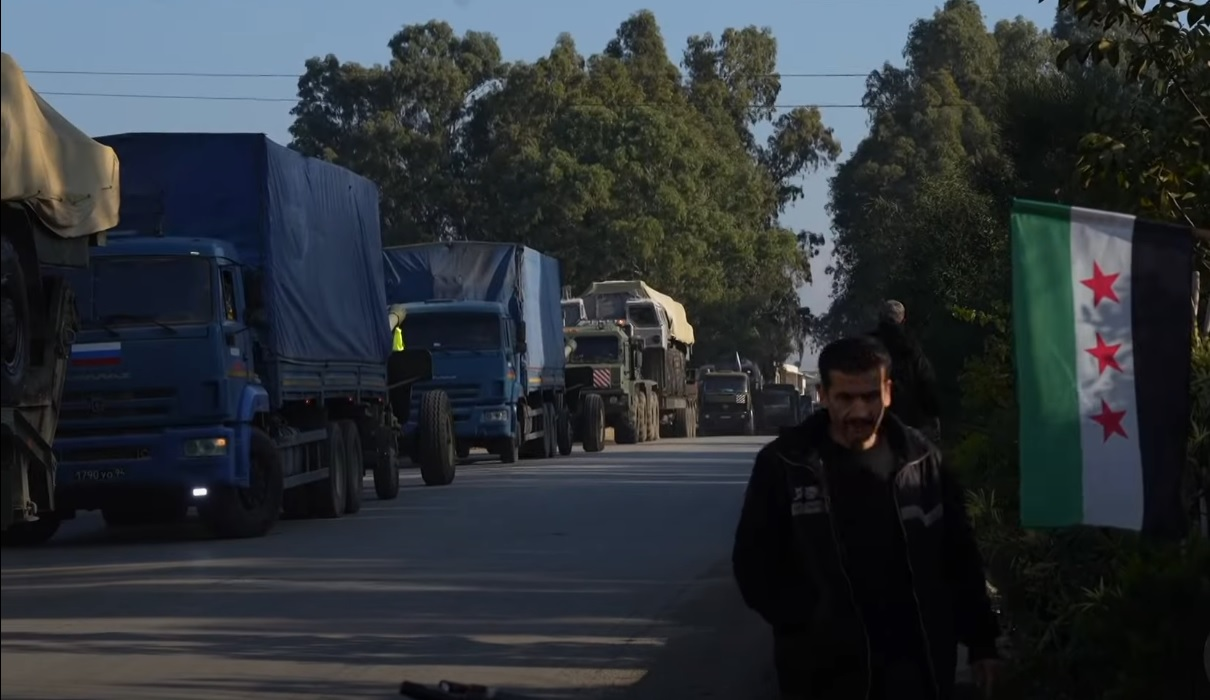
Российские военные покидают Латакию, 17 декабря 2024 года

Россия и Иран, постоянные союзники режима Асада, предприняли в его поддержку лишь символические действия. Российская авиация нанесла несколько разрозненных ударов на севере страны, а Иран сообщил о поставке некоторого количества ракет и дронов. Несмотря на то, что режиму Асада требовалась срочная поддержка, его союзники предпочли устраниться. 6 декабря посольство России сообщило гражданам РФ, находящимся в Сирии, о необходимости покинуть страну, пока такая возможность остаётся. Иран, по сообщениям, эвакуировал часть своих военных, вероятно, по договоренности с оппозицией.
По словам двух источников Reuters, дипломатические усилия по обеспечению безопасности Асада во время его эвакуации возглавил министр иностранных дел России Сергей Лавров. Москва координировала действия с соседними странами, а также с боевиками в Сирии, чтобы гарантировать, что российский самолет, покидающий воздушное пространство Сирии с Асадом на борту, не будет перехвачен или атакован.

## Переход власти
Лидер «Хайят Тахрир аш-Шам» Абу Мухаммад аль-Джулани заявил в своем Telegram-канале, что сирийские государственные учреждения не будут немедленно переданы его вооружённым силам, а вместо этого временно будут находиться под контролем бывшего премьер-министра Сирии Мухаммада Гази аль-Джалали до тех пор, пока не будет завершён полный политический переход.  Он также заявил, что строгие исламские законы в отношении христиан и женщин вводится не будут. Аль-Джалали объявил в видеоролике в социальной сети, что планирует остаться в Дамаске и сотрудничать с сирийским народом, выразив при этом надежду, что Сирия сможет стать «нормальной страной» и наладить дипломатические отношения с другими странами.
Восставшие призвали полицию и гражданские власти оставаться на своих местах вплоть до образования правительства. Был введен комендантский час, благодаря чему были остановлены грабежи. Несмотря на то, что большая часть восставших являются суннитами,   было объявлено о защите всех национальных и религиозных меньшинств. Россия и Иран, основные союзники Асада, ушли в тень.
9 декабря 2024 года было создано Переходное правительство Сирии во главе с Мухаммедом аль-Баширом.
Конкуренция группировок
Кроме суннитов в стране присутствуют и другие независимые вооруженные силы: курды на северо-востоке; отряды, поддерживаемые Иорданией на юге (в том числе друзы) и алавиты, ранее наиболее лояльные Асаду, на побережье. Наблюдатели указывают на возможность вооруженной борьбы за средства на восстановление разрушений, объем которых оценивается в 200 млрд. долл. США.

## Израильское вторжение
8 декабря 2024 года ЦАХАЛ сообщил, что израильские бронетанковые подразделения пересекли линию разграничения на Голанских высотах. Армия обороны Израиля заявила, что они начали операцию с целью укрепления границы с Сирией путём установления контроля над буферной зоной.

## Интересы других государств
По мнению британского издания The Economist, для России приоритетом при любом режиме остаётся сохранение военно-морской базы в Тартусе — единственной российской базы в Средиземноморье. Ожидается, что Турция будет иметь наибольшее влияние на севере Сирии, поскольку там действуют подконтрольные ей отряды оппозиции. Президент США Дональд Трамп, судя по всему, не собирается вмешиваться в сирийские события. В соцсетях появилось его сообщение: «Это не наша война».

## Реакция

### Местная
По мнению журнала The Economist, большинство населения Сирии встретило с облегчением падение режима, принёсшего стране много жертв и разрушений.
Посол Сирии в Москве Башар Джафари назвал позорным побегом отъезд Асада:

Крах коррупционной системы за считанные дни свидетельствует о ее непопулярности и отсутствии поддержки как в обществе, так и среди армии и вооруженных сил. Позорный и унизительный побег главы этой системы под покровом ночи, без какого-либо чувства национальной ответственности перед страной, подтверждает необходимость произошедших изменений и пробуждает надежду на лучшее будущее и предоставление возможности развития как людям, так и инфраструктурам страны, а также исправление последствий разрушений и опустошений, постигших Сирию, страдающую от низменных интересов торговцев Родиной, любителей манипуляций, дешевых лозунгов и профессиональных лжецов, которые десятилетиями наживались на достоинстве людей, подвергая народ различным видам угнетения, жестокости и преследования квалифицированных специалистов, вытесняя политическую и культурную элиту.— Башар Джафари, посол Сирии в РФ
По меньшей мере шесть мирных жителей погибли в результате праздничной стрельбы по случаю падения режима.

### Международная

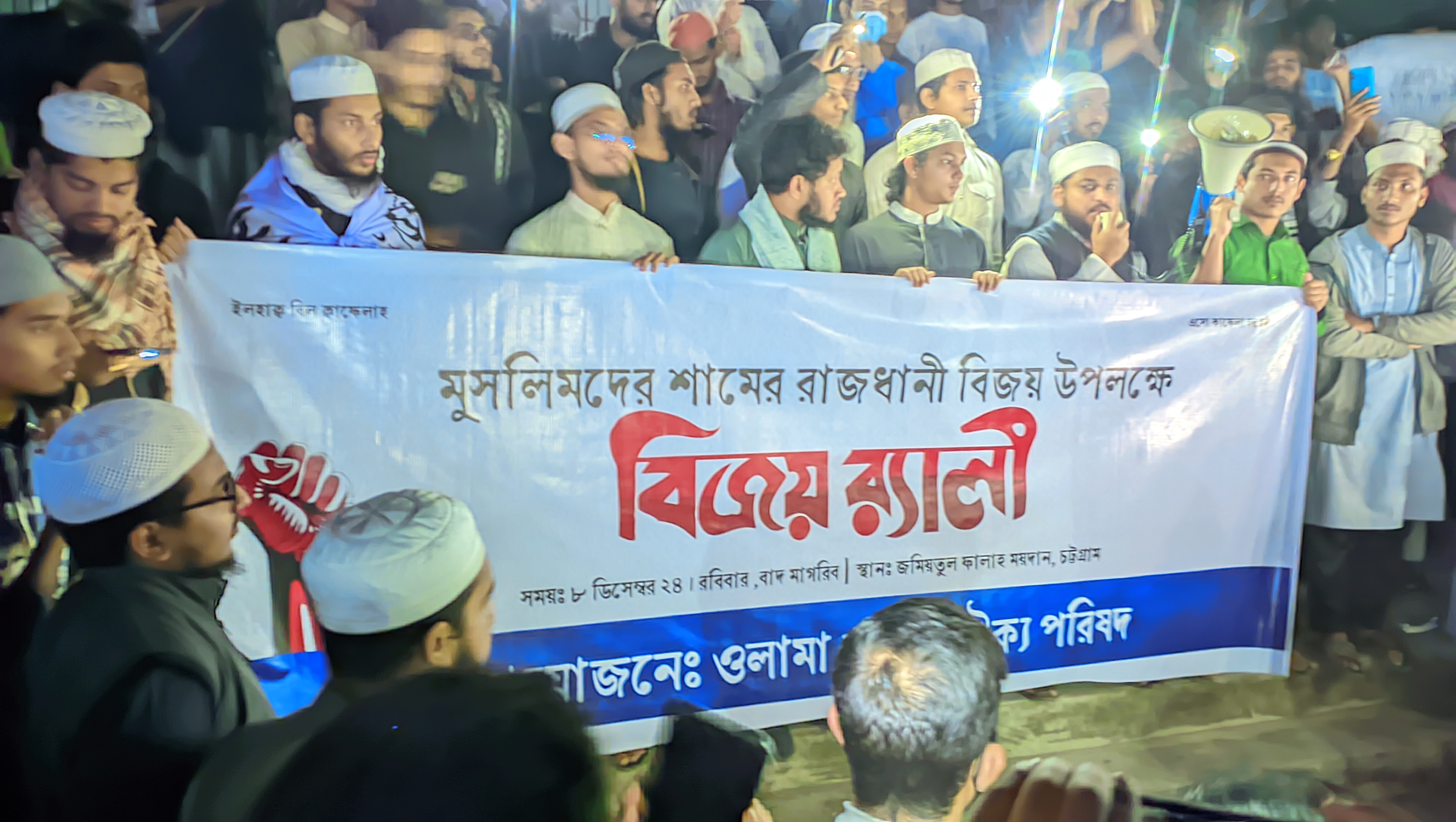
Празднования в Читтагонге, Бангладеш после падения режима Асада

Быстрое продвижение оппозиционных сил привлекло значительное международное внимание.
 Министерство иностранных дел Талибана поздравило сирийскую оппозицию и «народ Сирии», выразив надежду на создание «мирной, единой и стабильной системы».
 Премьер-министр Джастин Трюдо призвал все вовлечённые стороны соблюдать права человека и приветствовал конец правления, заявив, что «падение диктатуры Асада положило конец десятилетиям жестокого угнетения». Он добавил: «Здесь может начаться новая глава  истории Сирии – глава, свободная от терроризма и страданий сирийского народа».
 Министерство иностранных дел Египта выразило поддержку суверенитета, единства и территориальной целостности Сирии, призвав все стороны конфликта начать «всеобъемлющий политический процесс» для достижения мира.
 Кая Каллас отметила, что конец «диктатуры Башара» — это положительное и долгожданное событие, добавив, что это «демонстрирует слабость союзников Асада — России и Ирана».
 Президент Эмманюэль Макрон заявил, что «варварское государство пало», и выразил приверженность Франции «обеспечению безопасности всех на Ближнем Востоке».
 Канцлер Олаф Шольц назвал падение режима Асада «хорошей новостью», а министр иностранных дел Германии Анналена Бербок заявила, что Асад «должен наконец понести ответственность» за свои преступления против сирийского народа.
 Министерство иностранных дел Ирана заявило, что «определение будущего Сирии и принятие решений о её судьбе является исключительной ответственностью сирийского народа».
 Правительство Ирака выступило с официальным заявлением, в котором подчеркнуло необходимость уважать свободное волеизъявление всех сирийцев, а также важность безопасности Сирии, территориальной целостности и сохранения её независимости.
 Король Абдалла II заявил, что Иордания поддерживает сирийский народ и уважает его волю и выбор.
 Сотни людей праздновали в Триполи и Аккаре на севере страны, а также в Бар-Элиасе, где в основном проживают мусульмане-сунниты, выступающие против «Хезболлы» и режима Асада, после падения Дамаска. Офис сирийской партии «Баас» в Хальбе был взят штурмом, а портрет Асада брошен и растоптан. Ливанская армия заявила, что усиливает своё присутствие на северной и восточной границах с Сирией «в связи с быстрым развитием событий».
 Чиновники администрации Байдена начали рассматривать вероятность краха режима Асада в течение нескольких дней. Президент США Джо Байден в своей речи заявил, что «впервые ни Россия, ни Иран, ни „Хезболла“ не могут защитить этот отвратительный режим в Сирии», и что изменение баланса сил в регионе во многом обусловлено сочетанием международных санкций, американского военного присутствия в Сирии для борьбы с ИГИЛ и поддержки израильских военных операций против поддерживаемых Ираном группировок в регионе. Заместитель помощника министра обороны США по Ближнему Востоку Даниел Шапиро заявил, что «никто не должен проливать слёзы по поводу конца режима Асада», добавив, что США сохранят военное присутствие в восточной Сирии «для обеспечения окончательного поражения ИГИЛ». Избранный президент США Дональд Трамп заявил в своем X/Твиттер-аккаунте, что «Асада больше нет. Он бежал из своей страны» в связи с тем, что «защитник» Асада, Россия, потеряла интерес к Сирии из-за войны с Украиной.
 Президент Реджеп Тайип Эрдоган выразил надежду на мир и стабильность в Сирии после 13 лет конфликта.
 Израильские военные пристально следили за ситуацией, особенно за передвижениями Ирана, а также поддерживали миротворческие силы ООН в отражении атак вооруженных группировок. Биньямин Нетаньяху приветствовал события и заявил, что конец режима Асада «является прямым результатом ударов, которые мы нанесли Ирану и „Хезболле“».
 Министр иностранных дел Катара, шейх Мухаммед бин Абдельрахман Аль-Тани критиковал бездействие Асада по социальным, экономическим и политическим вопросам в периоды снижения интенсивности боевых действий на протяжении всей войны. В своих замечаниях о состоянии сирийского правительства Аль-Тани подчеркнул важность установления политического процесса и участия в дипломатии с новым сирийским правительством.
 Министерство иностранных дел Российской Федерации подтвердило, что Асад сложил с себя полномочия президента и покинул Сирию после проведения переговоров со сторонами, вовлеченными в конфликт, добавив, что «Россия не принимала участия в этих переговорах».
 Министерство иностранных дел Саудовской Аравии выразило «удовлетворение позитивными шагами» в Сирии. Саудовская Аравия призвала к «согласованным усилиям по сохранению единства Сирии и сплоченности её народа».
 Министр иностранных дел Украины Андрей Сибига заявил, что падение Асада стало неизбежным результатом опоры на поддержку России, добавив, что президент России Владимир Путин «всегда предаёт тех, кто на него полагается».
 Дипломатический советник президента шейха Мухаммеда бен Заида Анвар Гаргаш заявил, что Асад «не смог воспользоваться спасательными кругами, брошенными ему различными арабскими странами», и приписал крах режима «этому огромному политическому провалу».
 Премьер-министр Кир Стармер заявил, что приветствует падение «варварского режима Асада», и призвал к «миру и стабильности» в Сирии.
 Министр информации международно признанного правительства Йемена Моаммар аль-Эрьяни осудил «Ось сопротивления», которую он назвал «экспансионистским проектом Ирана, использовавшего сектантские ополчения в качестве инструментов для завершения Персидского полумесяца», и приветствовал её крах. Он добавил, что йеменский народ «способен сорвать планы Ирана и его орудия — хуситов — по нарушению их земли и вмешательству в их судьбу, как эти планы провалились в Сирии и Ливане».
 Спецпосланник ООН по Сирии Гейр Педерсен назвал падение Асада «переломным моментом в истории Сирии» и выразил надежду на «мир, примирение, достоинство и интеграцию всех сирийцев».